# Gyé-sur-Seine
Gyé-sur-Seine ist eine französische Gemeinde mit 464 Einwohnern (Stand 1. Januar 2022) im Département Aube in der Region Grand Est; sie gehört zum Arrondissement Troyes und zum Kanton Bar-sur-Seine.

## Geschichte
Gyé-sur-Seine ist der Stammsitz der Nebenlinie Gié der Familie Rohan; bekanntestes Familienmitglied ist Pierre I. de Rohan, genannt „Maréchal de Gié“

### Bevölkerungsentwicklung
- 1962: 576
- 1968: 513
- 1975: 470
- 1982: 489
- 1990: 485
- 1999: 513
- 2012: 511
- 2017: 492

## Persönlichkeiten
- Jules Guyot (1807–1872), französischer Arzt, Physiker und Wissenschaftler  des 19. Jahrhunderts und insbesondere bekannt für seine Weinbaustudien.